# Cal Noya
Cal Noya és una obra de l'Arboç (Baix Penedès) protegida com a Bé Cultural d'Interès Local.

## Descripció
Edifici entre mitgeres, de planta baixa i dues plantes pis. La façana, simètrica, està organitzada en dos eixos de composició. La planta baixa, molt transformada, té dues portalades d'accés a locals comercials. Destaca el balcó corregut de la primera planta que abraça tota la façana, amb llosa de pedra i barana de ferro forjat. Les dues balconeres que s'hi obren són de llinda plana i estan emmarcades amb carreus, si bé la de l'esquerra està més treballada: els brancals són motllurats i la llinda té un escut de pedra en posició central protegit per un guardapols horitzontal. La segona planta té dues finestres rectangulars amb llinda, brancals i escopidor de pedra amb motllures. La façana és coronada per un important ràfec ceràmic amb tortugada.